# Gudang Garam
Gudang Garam — одна из крупнейших табачных компаний Индонезии, специализирующаяся на производстве кретек (сигарет с гвоздикой). Основана в 1958 году бизнесменом китайского происхождения Сурья Воновиджоджо, который до этого несколько лет работал на табачной фабрике своего дяди. В 1984 году, за год до своей смерти, Сурья передал контроль над компанией старшему сыну Рахману Халиму, который руководил Gudang Garam до своей смерти в 2008 году (состояние Рахмана в 2005 году оценивалось в 2,8 млрд долларов). С 1990 года компания котируется на Индонезийской фондовой бирже. 
Табачные фабрики компании расположены в Кедири и Гемполе (южный пригород Сурабаи). Кроме сигарет, произведённых на станках (по состоянию на 2012 год — 84 % от всего производства), Gudang Garam выпускает кретек, скрученные вручную (16 %). К концу 2013 года компания занимала 20 % внутреннего рынка сигарет (основной объём продаж приходится на марки Gudang Garam International, Gudang Garam Merah, Gudang Garam Djaja, Gudang Garam Gold, Gudang Garam Signature, Surya, Surya Professional, Surya Exclusive, GG Mild, Sriwedari, Klobot и Gudang Garam Deluxe).
Дочерние структуры Gudang Garam занимаются производством сигаретных пачек, картона и другой упаковки (Surya Pamenang), дистрибуцией продукции (Surya Madistrindo), авиаперевозками (Surya Air) и медиа-бизнесом (Graha Surya Media).
Основным владельцем Gudang Garam является внук основателя компании Сусило Воновиджоджо (в 2014 году его состояние равнялось 8 млрд долларов). По состоянию на весну 2015 года рыночная стоимость компании составляла 7,7 млрд долларов, продажи — 5,5 млрд долларов, активы — 4,7 млрд долларов, прибыль — 453 млн долларов.
Gudang Garam входит в «большую тройку» табачных компаний Индонезии (наряду с HM Sampoerna и Djarum). Часть продукции Gudang Garam экспортирует в Малайзию, Сингапур, Саудовскую Аравию и на Тайвань.     